# NGC 7499
NGC 7499 este o galaxie lenticulară situată în constelația Peștii. A fost descoperită în 2 septembrie 1864 de către Albert Marth.